# Orehovlje (gmina Kranj)
Orehovlje – wieś w Słowenii, w gminie miejskiej Kranj. W 2018 roku liczyła 36 mieszkańców. 